# جورج كلاين (أحيائي)
جورج كلاين (بالمجرية: Klein György)‏ (و. 1925 – 2016 م) هو أحيائي، وأستاذ جامعي من المجر، والسويد، ولد في بودابست، كان عضوًا في الأكاديمية الوطنية للعلوم، والأكاديمية الأمريكية للفنون والعلوم، والأكاديمية الهنغارية للعلوم، والأكاديمية الملكية السويدية للعلوم، توفي عن عمر يناهز 91 عاماً.

## جوائز
حصل على جوائز منها:
- الميدالية الذهبية لروبرت كوخ  [لغات أخرى]‏ (1998)[11][12]
- جائزة دوبلوغ [الإنجليزية]‏ (1990)
- جائزة ألفرد ب. سلون الابن  [لغات أخرى]‏ (1979)[13]
- جائزة مؤسسة غيردنر الدولية (1976)
- جائزة هارفي (1975)[14]
- جائزة وليام كولي [الإنجليزية]‏ (1975)
- جائزة ليوبولد غريفيل (1974)
- جائزة إميل فون بهرنغ  [لغات أخرى]‏ (1974)
- دكتوراة فخرية من جامعة تل أبيب
- الدكتوراة الفخرية من الجامعة العبرية بالقدس.

## روابط خارجية
- جورج كلاين على موقع IMDb (الإنجليزية)
- جورج كلاين على موقع قاعدة بيانات الفيلم (الإنجليزية)